# 中国人民解放军陆军合成第一六三旅
合成第一六三旅（英語：163rd Combined Arms Brigade），又称“粤东雄狮”，是中国人民解放军陆军第七十四集团军下辖的一个轻型合成旅，驻地广东省惠州市。

## 历史概述
该旅前身为冀察热辽军区独立第三师，后整编为中国人民解放军第一四四师，1970年改番号为第一六三师。
对越自卫反击战中，一六三师在师长边贵祥的带领下，是所有部队中歼敌最多的师级单位。
2017年，摩步第一六三师的装甲团与第四八八团被拆分出来，组成中型合成第一四五旅，四八七团（“红一团”）和炮兵团改编为轻型合成旅，为现有编制。

## 沿革[2]
参考资料：
| 部隊番號                 | 使用時期             |
| ------------------------ | -------------------- |
| 冀察热辽军区独立第三师   | 1947年10月-1948年3月 |
| 东北人民解放军第三十三师 | 1948年3月-1948年11月 |
| 中国人民解放军第一四四师 | 1948年11月-1960年1月 |
| 陆军第一四四师           | 1960年1月-1970年1月  |
| 陆军第一六三师           | 1970年1月-1985年4月  |
| 摩托化步兵第一六三师     | 1985年4月-2017年2月  |
| 合成第一六三旅           | 2017年2月至今        |

## 荣誉
- 红一团：前中国工农革命军第一师第一团，摩步第一六三师第四八七团，现为本旅